# Fotboll i Albanien
Fotboll i Albanien har funnits sedan början av 1900-talet. Den första matchen spelades i Shkodra. Spelet ökade i popularitet och 1920 hade den första klubben, Vllaznia Shkodër, bildats. Allt fler lag bildades och den 6 juni 1930 bildades det albanska fotbollsförbundet, Federata Shqiptare e Futbollit. Man blev medlemmar i Fifa 1932 och i Uefa vid dess grundande 1954.
Ett nationellt mästerskap med sex lag började 1930, de första mästarna blev KF Tirana, som än idag tillhör de dominerade fotbollslagen i Albanien.

## Ligasystem
Den albanska ligan är uppdelad i fyra divisioner. Den högsta är Kategoria Superiore, som startade 1998 och består av tolv lag. Den ersatte då Kategoria e Parë, som nu är nivå två i ligasystemet. Under dessa finns Kategoria e dytë som är delad geografiskt i A och B.
Ligamästarna är kvalificerade till Uefa Champions Leagues första kvalomgång. Tvåorna får spela Uefa Europa Leagues första kvalomgång. SK Tirana har vunnit ligan flest gånger, 24 st.

## Cuper
Den albanska cupen, Kupa e Shqipërisë, som är landets huvudsakliga utslagscup, startade 1939. Segrarna får spela i UEFA Europa Leagues första kvalomgång. Det mest framgångsrika laget i cupen är KF Partizani Tirana med 15 segrar.
Den albanska supercupen började 1989 och är en match i början av säsongen som spelas mellan ligamästarna och cupmästarna. KF Tirana har flest segrar, 8 st.

## Landslag
Landslaget bildades den 6 juni 1930, men det dröjde till 1946 tills den första landskampen spelades, förlust 2-3 mot Jugoslavien.
Förutom herrlandslaget, så satsar fotbollsförbundet även mycket på ungdomsfotbollen och det finns mästerskap för U-18, U-16, U-14, U-12 och U-10. Samtliga lag i de två högsta divisionerna måste ha en väl fungerande ungdomsverksamhet.
- Albaniens damlandslag i fotboll

Damlandslaget hade sin första debut match mot Makedonien den 5 juni, 2011. Matchen spelades  i Pogradec, Albanien. Deras första match vinner de med 1-0.

## Spelare i utlandet

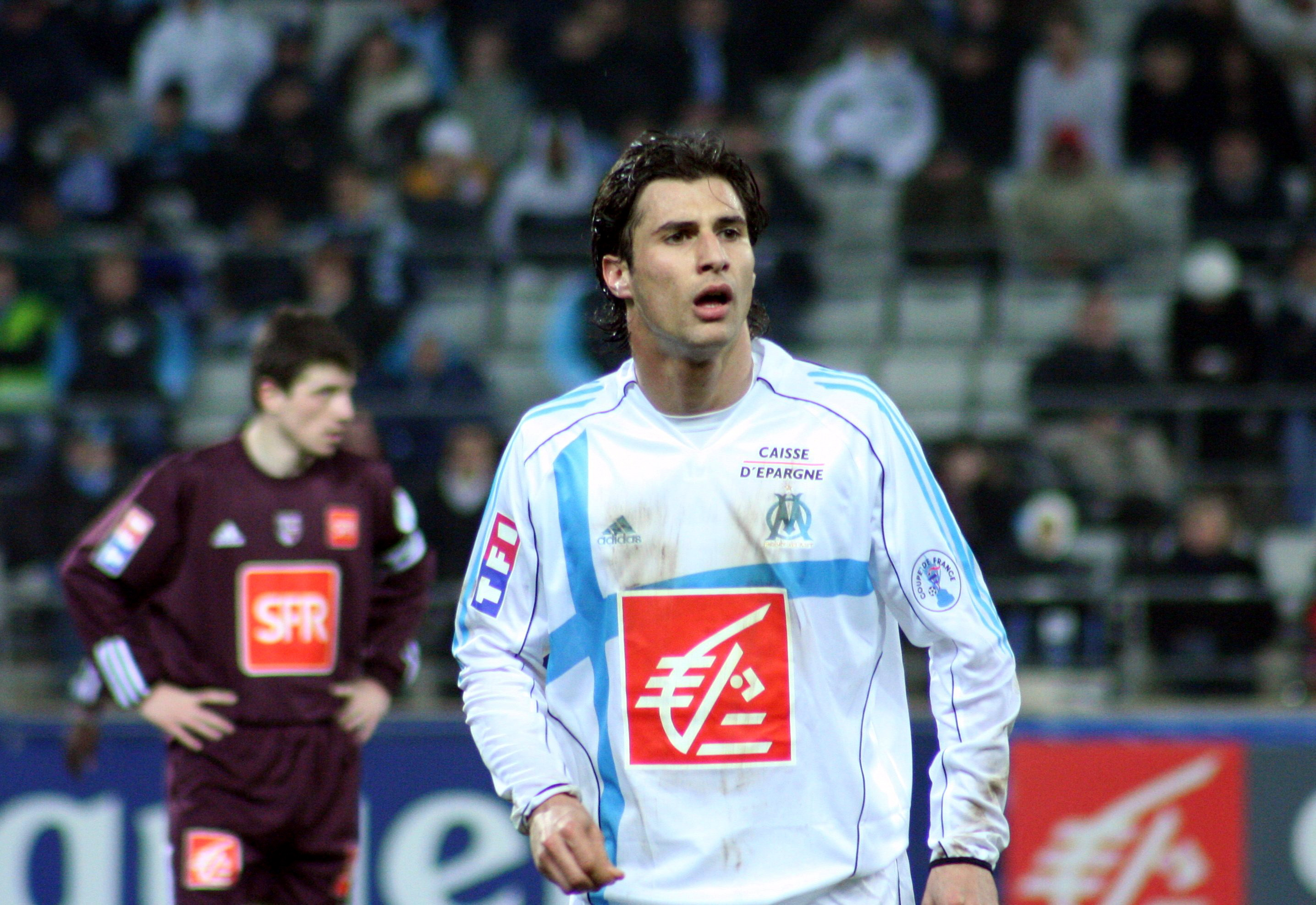
Lorik Cana är den mest berömde albanske fotbollsspelaren som spelar utanför Albanien.

Omkring 200 albanska spelare finns i lag i de europeiska toppligorna, den mest berömde spelaren för närvarande är Lorik Cana.